# Doina Cornea
Doina Cornea (ur. 30 maja 1929 w Braszowie, zm. 3 maja 2018 w Klużu-Napoce) – rumuńska lingwistka i działaczka społeczna, dysydentka.

## Życiorys
Córka Iacoba i Marii (z d. Moga). W 1948 podjęła studia z zakresu języków romańskich na Uniwersytecie Babeșa i Bolyaia w Klużu-Napoce. Po ukończeniu studiów rozpoczęła pracę nauczycielki języka francuskiego w szkole średniej w Zalău. Po ślubie z prawnikiem pracującym w Zalău, w 1958 powróciła do Klużu, gdzie rozpoczęła pracę naukową na macierzystym uniwersytecie.

## Początki działalności politycznej
W 1980 opublikowała w drugim obiegu wydawniczym tłumaczenie dzieła Mircei Eliadego Încercarea Labirintului (Próba labiryntu), a następnie cztery kolejne tłumaczenia. W 1982 wysłała nielegalnie pierwszy swój list do Radia Wolna Europa, w którym wyraziła protest przeciwko rządom Nicolae Ceaușescu. Pisząc o kryzysie dotykającym Rumunię dostrzegała nie tylko jego ekonomiczne uwarunkowania, ale także kryzys duchowy Rumunów, których sytuacja zmusiła do przedkładania wartości materialnych nad duchowe. Mimo iż Cornea nie chciała ujawniać swojego nazwiska, dziennikarze Radia Wolna Europa nie zrozumieli jej intencji i opublikowali list w całości, podając personalia autorki. 15 września Cornea została zwolniona z pracy, oficjalnie pod pretekstem udostępniania studentom zakazanej literatury.
Drugi list Corneu, który został upubliczniony przez BBC i Radio Wolna Europa zawierał protest przeciwko represjom wobec środowiska akademickiego i skargę, że nikt nie bronił jej przed zwolnieniem z pracy. Kolejny list skierowała w sierpniu 1987 bezpośrednio do Nicolae Ceaușescu, domagając się reformy szkolnictwa wyższego, autonomii uniwersytetów, a także podjęcia współpracy z uniwersytetami zagranicznymi. W czasie wystąpienia robotników Braszowa w listopadzie 1987, wspólnie z synem Leontinem kolportowała tekst manifestu, w którym wyrażała solidarność z robotnikami protestującymi przeciwko władzom komunistycznym. Za ten czyn została aresztowana przez funkcjonariuszy Securitate. Z więzienia została uwolniona w grudniu 1987, wskutek presji państw zachodnich i po emisji przez telewizję francuską filmu o współczesnej Rumunii, w którym znalazł się fragment starego wywiadu z Doiną Corneą. Latem 1988 została zaproszona na konferencję praw człowieka w Krakowie, ale zaproszenie do niej nie dotarło, a władze Rumunii nie wydały jej paszportu. 23 sierpnia 1988 Cornea napisała list, odczytany w programie RWE, w którym uznawała Nicolae Ceaușescu osobiście odpowiedzialnym za katastrofę Rumunii i proponowała mu albo podanie się do dymisji albo wprowadzenie reform społeczno-politycznych.
W 1988 została umieszczona w areszcie domowym, a dziennikarze telewizji belgijskiej, którzy wcześniej przeprowadzali z nią wywiad rozpoczęli kampanię na rzecz jej uwolnienia. W sprawie Cornei interweniował belgijski minister spraw zagranicznych Leo Tindemans, a także były prezydent Francji Valéry Giscard d’Estaing. Mimo uwięzienia, Cornea przekazała dwa listy na Zachód, uznając swoje uwięzienie za niezgodne z rumuńskim prawem i jako przykład arbitralnych działań władz. Łącznie przesłała na Zachód trzydzieści listów. W 1989 otrzymała osobiste zaproszenie od Danielle Mitterrand (żony prezydenta Francji François Mitterranda) do udziału w obchodach 200 rocznicy Rewolucji Francuskiej, ale po raz kolejny władze rumuńskie uniemożliwiły jej wyjazd.

## Działalność po roku 1989
W czasie Rumuńskiej Rewolucji w grudniu 1989, Cornea została uwolniona i wzięła udział w demonstracjach ulicznych w Klużu. Zaproszona do udziału w Radzie Narodowej Frontu Ocalenia Narodowego, zgodziła się na udział w jego pracach, ale po decyzji o przekształceniu Frontu w partię polityczną, w 1990 wystąpiła z niego. Wspólnie z grupą dysydentów (Ana Blandiana, Mihai Sora, Mircea Dinescu) zaangażowała się w serię protestów przeciwko nowym władzom, kierowanym przez Iona Iliescu. Była współzałożycielką Demokratycznego Anty-Totalitarnego Forum Rumunii (Forumul Democrat Antitotalitar din România), który był próbą zjednoczenia środowisk opozycyjnych wobec rządów postkomunistycznych. Z czasem Forum przekształciło się w Rumuńską Konwencję Demokratyczną, która doprowadziła w 1996 do przejęcia władzy przez Emila Constantinescu.
Pod koniec życia Cornea działała w Grupie Dialogu Społecznego i w Fundacji Pamięci Kulturowej. Zmarła po długiej chorobie w Klużu i została pochowana z honorami wojskowymi na cmentarzu Hajongard.

## Życie prywatne
Była mężatką (mąż Leontin Juhas), miała dwoje dzieci (Ariadnę i Leontina).

## Nagrody i wyróżnienia
- 2009: Komandor Legii Honorowej[4]
- 2018: Wielki Krzyż Orderu Gwiazdy Rumunii

W 1989 została wyróżniona norweską Nagrodą Rafto za działania w zakresie praw człowieka. Otrzymała doktorat honoris causa Wolnego Uniwersytetu w Brukseli.